# Saschiu
Saschiul (Vinca minor) este o plantă perenă, cu tulpini târâtoare, cu frunze ovale, lucioase, verzi și pe timpul iernii. 
Înflorește în luna aprilie și face flori albastre. Preferă locurile umbroase unde formează pâlcuri compacte.
Florile apar în aprilie și mai, la subsuoara frunzelor, fiind dispuse pe codițe lungi. Are tulpini târâtoare de aproximativ un metru pe care se formează rădăcini adventive la nivelul nodurilor, iar frunzele sunt așezate pe tulpini aeriene de 20-25 centimetri. Fructul este o foliolă.
Frunzele sunt lucioase, de culoare verde închis pe fața superioară și o nuanță mai închisă pe cea inferioară.
Saschiul este folosit ca plantă ornamentală dar este și plantă medicinală, utilizată pentru scăderea tensiunii. Se recoltează partea aeriană, începând din aprilie până în octombrie, de când este în plină înflorire, frunzele prea puțin rămânând tinere. Uscarea se face cât mai curând, în locuri ferite de lumina directă a soarelui, dar călduroase și bine aerisite, întinzându-se într-un strat subțire și fiind întoarse la 2-3 zile.